# Skånska Hundkapplöpningsklubben
Skånska Hundkapplöpningsklubben, SkHk, är en förening som sysslar med hundkapplöpning. Klubben bildades 1963 och den första kapplöpningsbanan låg i Björstorp, utanför Malmö. Skånska Hundkapplöpningsklubben organiserade sin första tävling i maj 1964.  
Skånska Hundkapplöpningsklubben flyttade 1970 till Landskrona. En ny gräsbana - Örehovsbanan - togs i bruk i augusti 1971, vilket månaden innan hade uppmärksammats i Helsingborgs Dagblad: "Denna bana i Landskrona är nummer två i Skåne och den 10:e i landet." skrev HD. Banans användes från början av Landskrona ridklubb, som låg i närheten av banan.
Örehovsbanan ansågs vara en snabb bana.  Till 1999 byggdes banan om för att bli "riksspelsbana". I samarbete med Svenska Spel anordnades Rikstoto-spel fram till årsskiftet 2005/2006. Vid sidan av riksspelet så finns det lokala banspel.